# Canthidium aurifex
Canthidium aurifex (лат.) — вид пластинчатоусых жуков рода Canthidium из подсемейства скарабеины (Scarabaeinae). Неотропика: Северная, Южная и Центральная Америка (Мексика, Коста-Рика, Панама, Колумбия, Эквадор).

## Описание
Мелкие жесткокрылые с овальной формой тела буровато-чёрного цвета с металлическим отблексом (переднеспинка светлее). Навозный жук, населяет прибрежные и низинные вечнозелёные тропические леса на высотах около 200 м.  Усики с 3-члениковой булавой. Задние голени с одной вершинной шпорой.
Внутренний апикальный угол передних голеней ~ 90º или острый; мезостернум обычно очень короткий, расположен почти вертикально; клипеальный отросток обычно отсутствует, иногда обозначается слабым продольным килем или поперечным валиком. Метастернум обычно выпуклый. Расширения голеней средних и задних ног обусловлены только искривлением внутреннего края; внешний край прямой. Вид был впервые описан в 1887 году английским натуралистом Генри Уолтером Бейтсом (Henry Walter Bates; 1825—1892) по материалам, собранным в Панаме.